# Jan Swinkelsbrug
De Jan Swinkelsbrug is een brug voor fietsen en voetgangers in Abcoude, gemeente De Ronde Venen. De brug overspant het Gein waar deze overgaat in het Nauwe Gein met een diepgang van slechts 90 centimeter. De brug die enigszins bollend is en een rode kleur heeft ligt naast het in 2007 in gebruik genomen Rien Nouwen Aquaduct waaronder de spoorlijn rijdt en verbindt het Gein-Zuid en de Stationstraat met de Kerkstraat en het Broekerpad. Het autoverkeer dient om te rijden via de Brug Nauwe Gein in het centrum. 
De brug kwam ter vervanging van de oude hefbrug voor het spoor over het Gein waarlangs een fiets- en voetpad lag, dat in verband met de viersporigheid moest verdwijnen. Vlak naast de brug staat aan het Stationsplein het oude stationsgebouw van Abcoude waarin tegenwoordig een hotel is gevestigd.    
De brug kwam tot stand na de dijkverbetering langs het Gein door het Waterschap Amstel, Gooi en Vecht en is vernoemd naar Jan Swinkels, grondlegger van het nieuwbouwproject aan het Abcoudermeer dat in de jaren negentig werd
ontwikkeld.